# NeXTstation

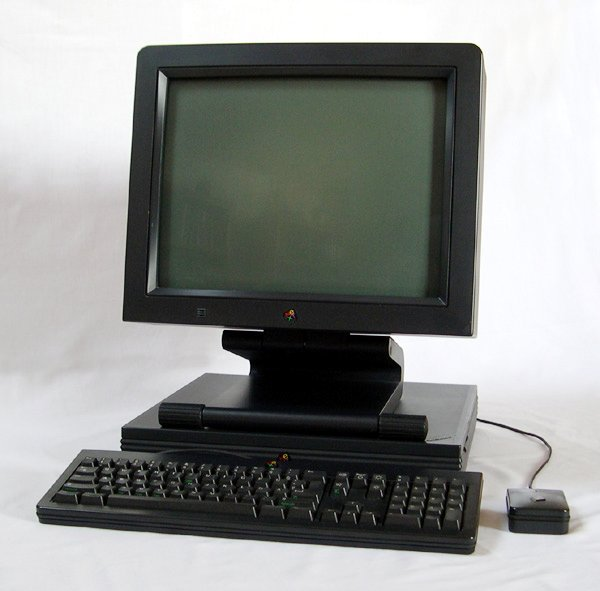
NeXTstation(コンピュータ)

NeXTstation（ネクストステーション）は、1990年から1993年にかけてNeXTが開発・製造・販売した、ワークステーションである。NeXTstationではNEXTSTEPオペレーティングシステムが動作した。NeXTstationは、より手ごろなNeXTcubeとしてリリースされ、価格はおよそ半額のUS $4,995であった。複数のモデル、つまり NeXTstation (25 MHz), NeXTstation Turbo (33 MHz), NeXTstation Color (25 MHz), NeXTstation Turbo Color (33 MHz)が生産された。NeXTは全体で約50,000台を販売したが、ほとんどが破棄され、現在では希少品である。
NeXTStationには、NeXTメガピクセル17インチモニタ（スピーカ内蔵）、キーボード、マウスが付属していた。オリジナルのNeXTコンピュータ（"the cube"、立方体）と対比する形状から、"the slab"（厚板）, "pizza box"（ピザボックス型）としても知られた。

## 仕様

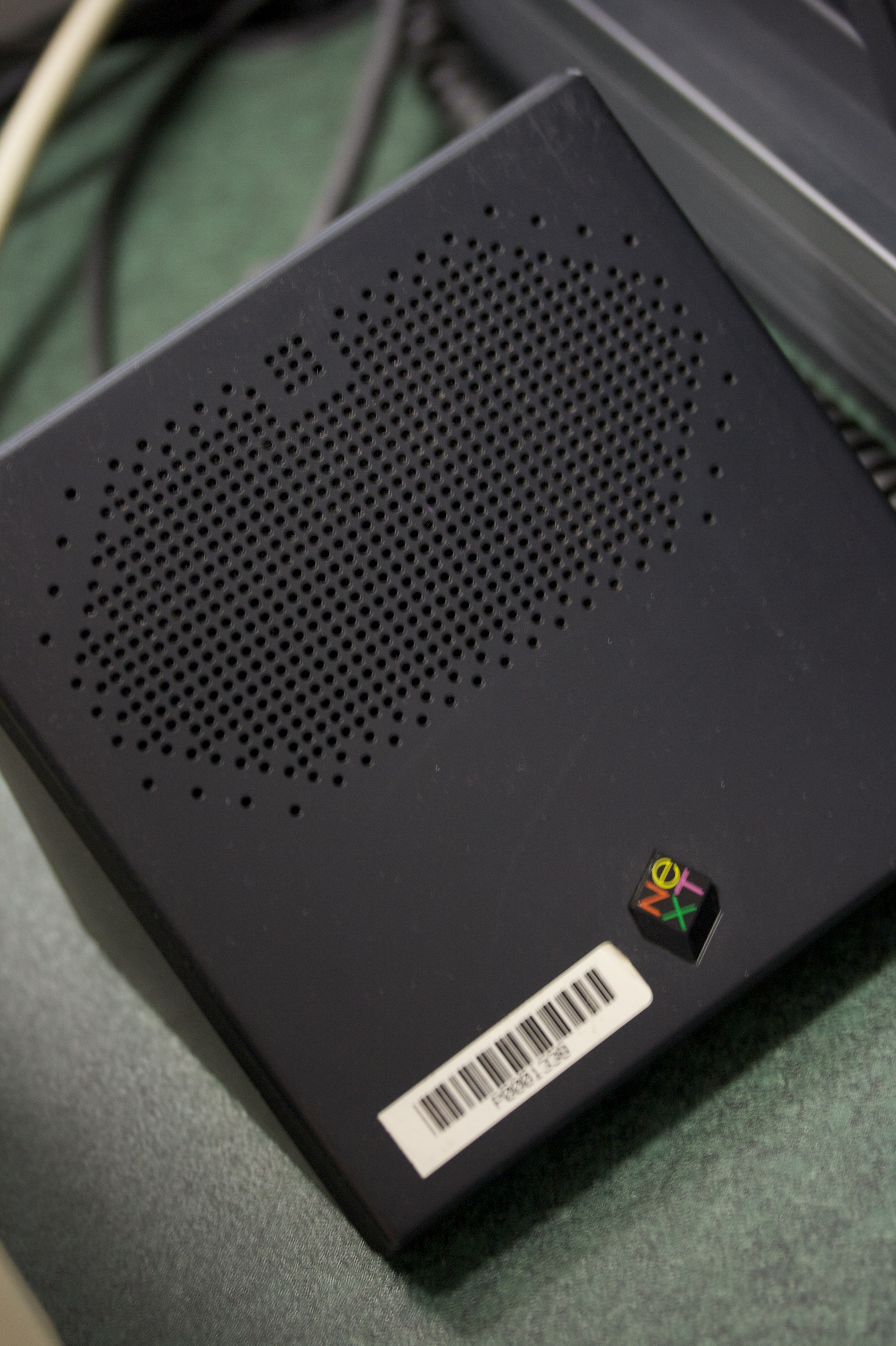
NeXT Sound Box

- NeXT Sound Boxキーボード: フルストロークメカニカル、 85キー
- マウス: 2ボタン光学式
- CPU: Motorola 68040 25 MHz 又は 33 MHz (Turbo)
- メモリ: 8 MB (8 MiB) （NeXTstation Colorでは12 MB）、最大32 MB（Turboモデル以外）または128 MB（Turboモデル）
- ディスプレイ解像度: 1120 × 832
- 表示色: NeXTstation: 4色（黒、白、2段階の灰色）
  - NeXTstation Color: 4,096色 (12ビット)、 4ビットのアルファチャンネル付き
- デジタルシグナルプロセッサ: Motorola 56001 @ 25 MHz （16ビット、 44.1 kHz、  24 KB〈24 KiB〉の RAM を 576 KB まで拡張可能）
- スピーカー: 外部スピーカーボックス
- サイズ/重量: 39.8 (W) x 36.5 (D) x 6.4 (H) cm / 6 kg
- 入力/出力: SCSI 内蔵コネクタ、 SCSI2 外部ポート、 DSP、 ビデオ出力、 NeXTレーザープリンタ専用ポート、 2つのRS-423シリアルポート、 10Base-T/10Base-2 イーサネット
- 記憶媒体: 3.5インチ フロッピーディスクドライブ（2.88 MB〈2880 KiB〉）、 105 MBから4 GBまでのハードディスクドライブ（より大きなサイズも使用可能であるが、OSは4GBよりも大きいパーティションを認識しない）
- オペレーティングシステム: NeXTSTEPおよびOPENSTEP。 NetBSDは一部のNeXTstationをサポートしている
- 周辺機器: モデム
- 価格: NeXTstation US $4,995, NeXTstation Color US $7,995, NeXTstation Turbo US $6,500